# Sant Martí d'Ars
Sant Martí d'Ars és un monument del municipi de les Valls de Valira inclòs en l'Inventari del Patrimoni Arquitectònic de Catalunya.

## Descripció

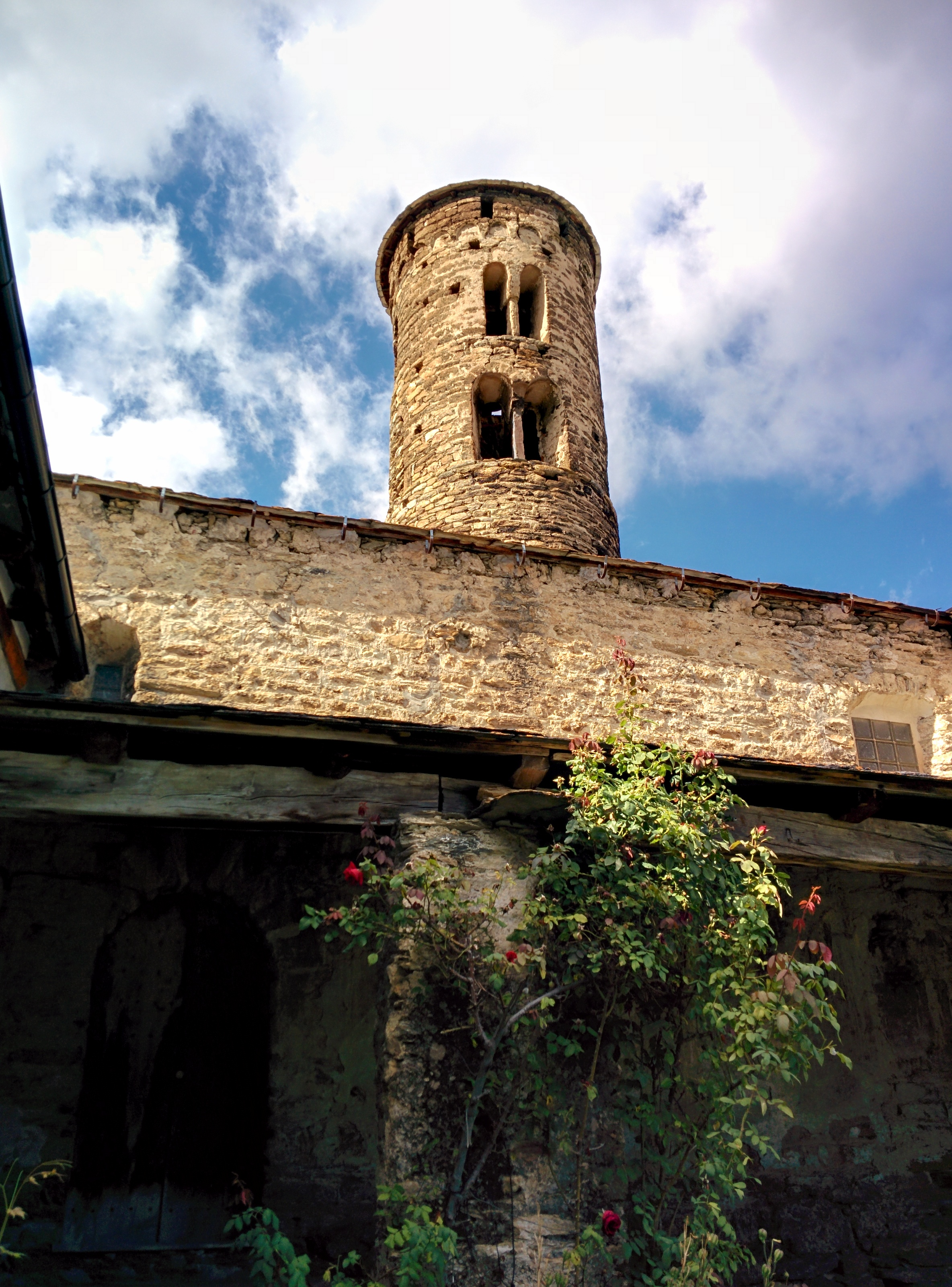

L'església parroquial de Sant Martí d'Ars és un edifici romànic d'una nau, de planta lleugerament irregular, esbiaixada a la banda de l'evangeli, i d'aparell irregular. L'absis, separat de la nau per un arc triomfal, és quadrat i cobert per una volta de canó. la nau, coberta amb encavallades de fusta, té l'accés lateral al costat de l'epístola
Adossat a la part esbiaixada del mur de l'evangeli s'alça un campanar de planta circular, amb finestres geminades i arcuacions a la part superior. Sobresurt tres pisos per damunt de la teulada de l'església i de les construccions veïnes. Construït amb aparell irregular disposat en filades, els dos pisos superiors compten amb els capitells llisos. És coronat per una teulada cònica de pissarra, sota el ràfec de la qual corre una filera d'arcuacions cegues de tipus llombard i petites espitlleres. El campanar, al qual les espitlleres superiors i del primer pis confereixen un caràcter defensiu, és possiblement l'element més rellevant de l'església, atesa la seva estructura cilíndrica que el converteixen -juntament amb el de Santa Coloma d'Andorra, de factura i disseny més acurats- en una de les poques mostres del romànic català d'aquesta tipologia, que sembla circumscrita a les valls pirinenques de l'Alt Urgell i 'Andorra
D'altra banda, el tipus d'obertures i elements ornamentals que configuren el mur ens forneixen dades per a situar-lo cronològicament dins del segle xi. En canvi, l'edifici, pot ser contemporani, manté a les seves estructures un lligam profund amb la tradició constructiva del preromànic, manifesta sobretot en el tipus de planta, l'absis carrat, l'arc triomfal d'ingrés, i el tipus d'aparell.

## Història
Esmentada a l'Acta de consagració de la Seu d'Urgell del 839.

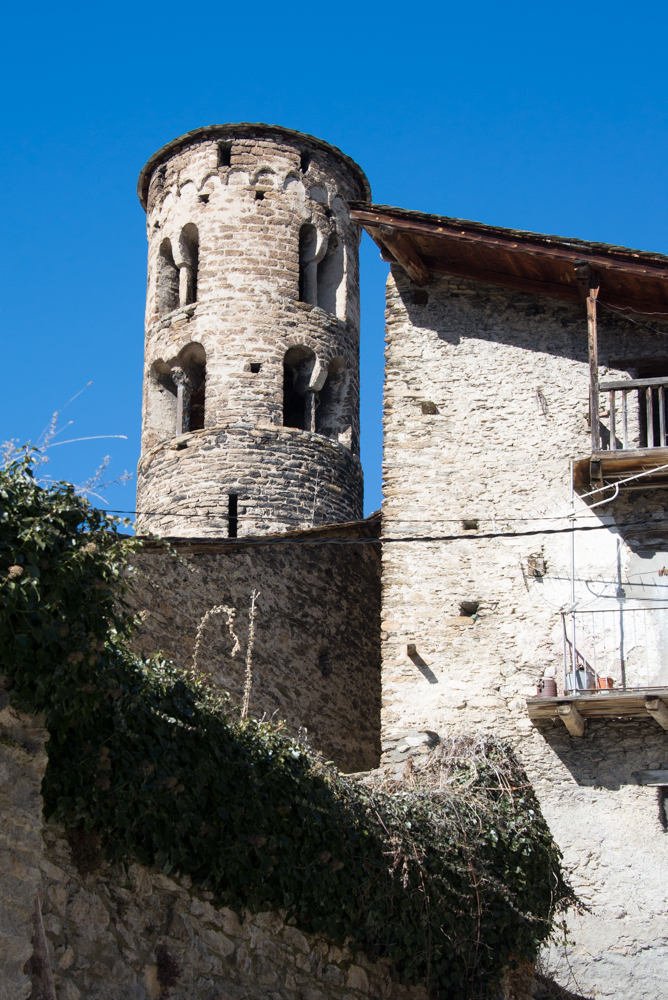
Església de Sant Martí d'Ars (les Valls de Valira)(IPA-482)